# KkStB-Tenderreihe 27
| ÖNWB XIa,b / SNDVB XIII / kkStB 27 | ÖNWB XIa,b / SNDVB XIII / kkStB 27 | ÖNWB XIa,b / SNDVB XIII / kkStB 27 |
| ---------------------------------- | ---------------------------------- | ---------------------------------- |
| kein Bild vorhanden                |                                    |                                    |
| Technische Daten                   |                                    |                                    |
|                                    | ÖNWB XIa, b                        | SNDVB XIII                         |
|                                    | kkStB 27.01–20                     | kkStB 27.21–38                     |
| Anzahl der Achsen                  | 3                                  | 3                                  |
| Baujahr                            | 1889–1899                          | 1889–1899                          |
| Stückzahl                          | ?                                  | ?                                  |
| Radstand                           | 3160 mm                            | 3160 mm                            |
| Laufrad-Ø                          | 969 mm                             | 969 mm                             |
| Wasser                             | 10,8 m³                            | 10,8 m³                            |
| Kohle                              | 7,3 m³                             | 7,3 m³                             |
| Leergewicht                        | 13,5 t                             | 13,5 t                             |
| Dienstgewicht                      | 31,0 t                             | 31,0 t                             |
| gekuppelt mit Lokomotiven          | 55                                 | 155                                |

Die kkStB-Tenderreihe 27 war eine Schlepptenderreihe der kkStB, deren Tender ursprünglich von der Österreichischen Nordwestbahn (ÖNWB) und von der Süd-Norddeutschen Verbindungsbahn (SNDVB) stammten.
Die ÖNWB beschaffte diese Tender 1889 bis 1899 von der Lokomotivfabrik Floridsdorf, die SNDVB 1891 bis 1896 von der Lokomotivfabrik der StEG.
Die kkStB ordnete die Tender als Reihe 27 ein.
Die Tender blieben immer mit den Lokomotiven der ehemaligen ÖNWB und SNDVB gekuppelt.